# آنا بدیان
آنا بدیان (انگلیسی: Anne Bedian؛ زادهٔ ۱۵ مارس ۱۹۷۲) یک بازیگر سینما و تلویزیون اهل ارمنستان-کانادا است. وی از سال ۱۹۹۹ میلادی تاکنون مشغول فعالیت بوده‌است. وی با نام اصلی آنا ناهاپدیان (ارمنی: Աննա Նահապետյան) در ۱۵ مارس ۱۹۷۲ در مونترآل، استان کبک به دنیا آمد. در از فیلم‌هایی که وی در آن نقش داشته‌است، می‌توان به آخرین سکنه (۲۰۱۶)، زیاد ذوق‌زده نشو (۲۰۱۷) اشاره کرد.